# Boundary Creek Park
Boundary Creek Park är en park i Kanada.   Den ligger i provinsen British Columbia, i den södra delen av landet, 3 200 km väster om huvudstaden Ottawa. Boundary Creek Park ligger 1 021 meter över havet.
Terrängen runt Boundary Creek Park är huvudsakligen kuperad, men söderut är den bergig. Trakten runt Boundary Creek Park är nära nog obefolkad, med mindre än två invånare per kvadratkilometer.. Närmaste större samhälle är Grand Forks, 19,7 km öster om Boundary Creek Park.
I omgivningarna runt Boundary Creek Park växer i huvudsak barrskog.